# Чапличі

Сучасний варіант гербу Кирдій

Чапличі (Чапличі-Шпанівські) — руський (український) боярський рід. Волинсько-холмська гілка роду Кирдійовичів. Родове гніздо — село Шпанів. Герб Кирдій.
Разом з Гостськими, Джусами, Козинськими, Вільгорськими, Кирдіями Мильськими та іншими, є однією з гілок, що походить від напівлегендарного боярина, пана Кирдія. Протопласт роду Чапличів — Чапля Кирдійович.

## Основні представники роду
- Чапля Кирдійович (Іван, Лук'ян?) 
  - Андрій Чаплич, згадується 1436 року під час майнової угоди разом з іншими Кирдійовичами (Сенком Гостським та Петрашком Ланевичем).
    - Іван (Івашко) Чаплич (зг. 1510)
      - Петро Чаплич — брат Кадіяна, з ним 1528-го доставив 5 коней для військової експедиції
        - Іван, каштелян київський. Дружина — Ганна Болбасівна-Ростоцька.
          - Федора — дружина Івана Бокія-Печихвостського, володимирського підкоморія (1597)

      - Григорій (Грицко) Іванович Чаплич (зг. 1514) дружина — Олена Єло-Малинська[2]
        - Маріанна — донька Петра Чаплича-Шпанівського, дружина князя Януша Кузьмича Заславського

      - Кадян Чаплич
        - Григорій (пом. 1583)
        - Федір — луцький земський суддя 1581.
          - Мартин — дружина — Варвара Боговитинівна-Козерадська
          - Адам — посідав Милостів, Плоску, Миків
          - Микола — посідав Понебель, Рогачів, Комачів
            - Іван — василіянин
            - Йосиф — єпископ луцький і острозький (1650—1655)
            - Микола
            - Христофор Онуфрій (пом 1669), посідав Понебель
              - Микола Яцентій — домініканець.
              - Іванна — дружина Беневського, потім Гулевича

          - Юрій Чаплич-Шпанівський. У 1639 році купив рокитнівський ключ в Раїни кн. Соломерецької з Гостських за 120 000 золотих польських. У 1644 році віддав у заставну оренду Старі Масевичі та рудню на річці Олві для Іллі Бабинського.
            - Олександр Чаплич-Шпанівський, дружина — Дорота з Притика
            - Андрій Чаплич зі Шпанова на Береську (пом. 1655) староста городельський, дружина — N Маріанна.
              - Маркіян Чаплич на Береську й Озденіжу (зг. 1655), підкоморій київський (1685), дружина — Варвара Юріївна Немиричівна. У 1660 році отримав рокитнівський ключ від свого стрия Олександра Юрієвича Чаплича-Шпанівський.
                - Юрій-Андрій Чаплич-Шпанівський, стольник волинський, староста кременчуцький, підвоєвода судовий, генерал воєводства Київського (зг. 1704), підкоморій київський (зг. 1716,1719), дружина — Францишка Романівна Ленкевичівна.
                  - Маркіян Чаплич-Шпанівський, підкоморій київський (1704), ловчий житомирський, староста кременчуцький (1719).
                  - Олександр Чаплич-Шпанівський
                  - Людвик Чаплич-Шпанівський

    - Микита Андрійович Чаплич — отримав Миків[3], Радехів Луцького повіту у 1502[2]; У 1494 році намагався повернути село Гільча яким раніше поступився Єско Іванович Чаплич для князів Острозьких.[4]
      - Василь Чаплич, дружина — Анастасія Іванівна Хребтовичівна. 1528 року виставляв до війська 28 коней.
        - Марія Чаплич, у шлюбі за князем Богушем Корецьким.

      - Марія Чаплич — дружина Семена Бабинського.

    - Степан Андрійович Чаплич (1508)
    - Митко Андрійович Чаплич (1500)

  - Федко Чаплич. Виклопотав у князя Свидригайла Ольгердовича село Глупотин. Також мав на той час село Русивель.
  - Єско (Єнко, Яцько, Янко) Чаплич. Належало село Гільча, яким він згодом поступився князю Івану Васильовичу Острозькому, в обмін на двір у Межирічі.
    - Марія — дружина Михна Омелянського
    - Білуха — дружина Івашка Охремовича

## Інші представники
- N — київський підстолій 1770[5]
  - Ігнатій — київський підстолій, дружина Францішки з Пясковських, дочка волинського чесника
    - Целестин — ловчий великий коронний, дружена Анна Джевецька (пол. Anna Drzewiecka), крем'янецька підкоморянка
      - Текля — дружина князя Антонія Барнаби Яблоновського
      - Тереза — дружина Ксаверія Войни (потім — підканцлер Галичини).[6]

  - Йосиф — житомирський скарбник, дружина Маріанна Вісьневська (Вишневська)
    - Михайло — овруцький мечник, житомирський підстолій, мстиславльський скарбник
      - Фелікс[5], дружина Йоанна Любанська[7]

- Феодора (Теодора) — дружина князя Юрія Вишневецького у 1619 р.[5]
- Йоахім (Евфемій)[8] — генерал-лейтенант російської імператорської армії, учасник наполеонівських воєн та придушення польського повстання під проводом Т. Костюшка[9]
- Анна — третя дружина ротмістра ЙКМ князя Андрія Четвертинського[10]